# Kanal Dunav – Tisa – Dunav
Kanal Dunav- – Tisa – Dunav (DTD) je jedinstveni sustav kanala protiv poplava kao i za navodnjavanje zemljišta; kao i plovni put, za otpadne vode, za turizam, lov i ribolov. Sustav se proteže na oko 12.700 km², između rijeka Dunav i Tisa, u Bačkoj i Banatu, na teritoriju Vojvodine, autonomne pokrajine u Srbiji.
Ukupna dužina kanala je 929 km, uključujući nove i stare kanale i pritoke koji su bile cijeli ili dijelom obnovljeni i uključeni u sustav kanala. U mreži kanala postoje 51 objekta – 24 vrata, 16 predvodnica, 5 sigurnosnih vrata, 6 pumpa, kao i 180 mostova. Ova mreža omogućava sušenje oko 700.000 ha zemljišta i navodnjavanje 50.000 ha. Moguća plovidba kanalom je 664 km. U sustavu kanala nalazi se 14 luka za utovar-istovar tereta.
Od 1958. do 1976. rađena je rekonstrukcija, kao i novi kanali u postojećem sustavu kanala koji su pravljeni još za vrijeme Austro-Ugarske. U tom razdoblju sagrađeno je 84 mosta – 62 za vozila, 19 za željeznicu i 3 pješačka mosta. Jedna od najznačajnijih građevina na kanalu je brana kod Novog Bečeja na Tisi, koja regulira vodostaj i navodnjava oko 300.000 ha zemljišta u glavnom kanalu u Banatu.